# Asahidake Onsen
Asahidake Onsen è un villaggio situato nel parco nazionale di Daisetsuzan.
Situato in una zona vulcanica, il villaggio è meta turistica termale, per la presenza di diverse sorgenti che alimentano dodici edifici termali, ma anche punto di partenza per escursioni per il parco nazionale, in particolare per la vetta più alta di Hokkaidō, ossia il monte Asahi, raggiungibile tramite la funivia dell'Asahi. Nel villaggio, che ospita alcuni alberghi e un ostello della gioventù, è possibile praticare anche sport invernali.